# Bom Jesus (Piauí)
Bom Jesus é um município brasileiro no estado do Piauí, Região Nordeste do país. Localiza-se no sudoeste piauiense e ocupa uma área de 5 471 km². Sua população foi estimada em 28 796 habitantes em 2022.
Localizada a 635 km da capital Teresina, o município recebeu a partir da década de 1990 produtores de grãos do Sul do Brasil, Uruguai e Paraguai para cultivo de soja nos cerrados do Piauí, fazendo a região despontar desde então economicamente. possui duas universidades públicas: a Universidade Federal do Piauí (UFPI) e a Universidade Estadual do Piauí (UESPI), além de duas faculdades privadas.

## Geografia
Localiza-se a uma latitude 09°04'28" sul e a uma longitude 44°21'31" oeste. Possui uma área de 5.469 km². A uma altitude média de 277 metros acima do nível do mar, o município possui um relevo bastante irregular, em grande parte formado por chapadas de altitude e pequenos planaltos, nos quais situam-se as principais áreas de cultivo do milho e da soja. O relevo do perímetro urbano é bastante acidentado, apresentado grande ladeiras e encostas. Na região, o principal recurso hídrico provém do Rio Gurgueia, importante afluente do Rio Parnaíba e principal rio do sudoeste piauiense.

### Clima
| Maiores acumulados de precipitação em 24 horas registrados em Bom Jesus por meses (INMET) | Maiores acumulados de precipitação em 24 horas registrados em Bom Jesus por meses (INMET) | Maiores acumulados de precipitação em 24 horas registrados em Bom Jesus por meses (INMET) |
| Mês                                                                                       | Acumulado                                                                                 | Data                                                                                      |
| ----------------------------------------------------------------------------------------- | ----------------------------------------------------------------------------------------- | ----------------------------------------------------------------------------------------- |
| Janeiro                                                                                   | 111,2 mm                                                                                  | 01/01/1981                                                                                |
| Fevereiro                                                                                 | 122,8 mm                                                                                  | 10/02/1980                                                                                |
| Março                                                                                     | 115 mm                                                                                    | 11/03/2006                                                                                |
| Abril                                                                                     | 110,2 mm                                                                                  | 17/04/1988                                                                                |
| Maio                                                                                      | 95 mm                                                                                     | 17/05/2019                                                                                |
| Junho                                                                                     | 11,2 mm                                                                                   | 19/06/1987                                                                                |
| Julho                                                                                     | 66,6 mm                                                                                   | 08/07/1975                                                                                |
| Agosto                                                                                    | 18,5 mm                                                                                   | 28/08/1984                                                                                |
| Setembro                                                                                  | 96 mm                                                                                     | 24/09/2002                                                                                |
| Outubro                                                                                   | 98,4 mm                                                                                   | 20/10/1997                                                                                |
| Novembro                                                                                  | 147 mm                                                                                    | 14/11/1989                                                                                |
| Dezembro                                                                                  | 110 mm                                                                                    | 12/12/2017                                                                                |
| Período: 1973-presente                                                                    |                                                                                           |                                                                                           |

Seu clima é tropical com características sazonais e maior concentração pluviométrica nas estações primavera-verão. Estando na mesorregião ecológica dos cerrados piauienses, o município apresenta temperaturas relativamente estáveis, porém bastante sensíveis à mudanças bruscas, o que faz de Bom Jesus um dos recordistas na lista de temperaturas mais elevadas em todo o Brasil, com termômetros frequentemente ultrapassando os 40 °C.
O índice pluviométrico é de aproximadamente 1 000 milímetros (mm), com precipitações ocorrendo entre outubro e abril. Por outro lado, o trimestre junho-julho-agosto é o mês mais seco do ano, quando a ocorrência de precipitação é praticamente nula e os índices de umidade relativa do ar (URA) despencam, chegando a níveis muito críticos, em torno dos 20% ou menos. Nessa mesma época também são registradas as menores temperaturas do ano, caindo para abaixo dos 20 °C, especialmente nas madrugadas.
Segundo dados do Instituto Nacional de Meteorologia (INMET), desde 1973 a menor temperatura registrada em Bom Jesus foi de 11,7 °C em 1983, em 30 de junho e em julho, nos dias 3 e 5, e a maior atingiu 44,7 °C em 21 de novembro de 2005. Esta foi a temperatura mais alta registrada no Brasil até 19 de novembro de 2023, quando a máxima em Araçuaí, no estado de Minas Gerais, chegou a 44,8 °C.
O maior acumulado de precipitação em 24 horas atingiu 147 mm em 14 de novembro de 1989. Outros acumulados iguais ou superiores a 100 mm foram: 122,8 mm em 10 de fevereiro de 1980, 115 mm em 11 de março de 2006, 111,2 mm em 1 de janeiro de 1981, 110,2 mm em 17 de abril de 1988, 110 mm em 12 de dezembro de 2017, 107,6 mm em 15 de novembro de 1978, 105 mm em 30 de novembro de 1992 e 100,8 mm em 14 de março de 1974. O recorde mensal é de 555,9 mm em fevereiro de 1980. Desde julho de 2007, a rajada de vento mais forte alcançou 24,9 m/s (89,6 km/h) em 19 de fevereiro de 2012 e o menor índice de URA foi de 8% em 2 de outubro de 2020 e nos dias 17 e 30 de outubro de 2023.
| Dados climatológicos para Bom Jesus                                                                                                 | Dados climatológicos para Bom Jesus | Dados climatológicos para Bom Jesus | Dados climatológicos para Bom Jesus | Dados climatológicos para Bom Jesus | Dados climatológicos para Bom Jesus | Dados climatológicos para Bom Jesus | Dados climatológicos para Bom Jesus | Dados climatológicos para Bom Jesus | Dados climatológicos para Bom Jesus | Dados climatológicos para Bom Jesus | Dados climatológicos para Bom Jesus | Dados climatológicos para Bom Jesus | Dados climatológicos para Bom Jesus |
| Mês | Jan                                 | Fev                                 | Mar                                 | Abr                                 | Mai                                 | Jun                                 | Jul                                 | Ago                                 | Set                                 | Out                                 | Nov                                 | Dez                                 | Ano                                 |
| --- | ----------------------------------- | ----------------------------------- | ----------------------------------- | ----------------------------------- | ----------------------------------- | ----------------------------------- | ----------------------------------- | ----------------------------------- | ----------------------------------- | ----------------------------------- | ----------------------------------- | ----------------------------------- | ----------------------------------- |
| Temperatura máxima recorde (°C) | 44,6                                | 43,2                                | 42,6                                | 39,2                                | 39,7                                | 40,2                                | 40,2                                | 41,3                                | 42,5                                | 42,5                                | 44,7                                | 43,2                                | 44,7                                |
| Temperatura máxima média (°C) | 32,7                                | 32,7                                | 32,3                                | 32,6                                | 33,4                                | 33,7                                | 34                                  | 34,9                                | 36,2                                | 35,8                                | 34,5                                | 33,4                                | 33,9                                |
| Temperatura média compensada (°C)                                                                                                   | 27                                  | 27                                  | 26,7                                | 27,1                                | 27,1                                | 27,2                                | 27,3                                | 28,3                                | 29,6                                | 29,4                                | 28,2                                | 27,6                                | 27,7                                |
| Temperatura mínima média (°C) | 20,2                                | 20,1                                | 19,9                                | 20,1                                | 19,7                                | 19,2                                | 19,2                                | 20                                  | 21,2                                | 21,2                                | 20,5                                | 20,2                                | 20,1                                |
| Temperatura mínima recorde (°C) | 14,1                                | 13,7                                | 13,6                                | 13,2                                | 13,5                                | 11,7                                | 11,7                                | 11,9                                | 14,7                                | 15,2                                | 14,5                                | 13,8                                | 11,7                                |
| Precipitação (mm) | 159,3                               | 149,8                               | 172,9                               | 112,3                               | 29,2                                | 1,6                                 | 0                                   | 1,5                                 | 19,2                                | 71,1                                | 114,5                               | 155,3                               | 986,7                               |
| Dias com precipitação (≥ 1 mm) | 11                                  | 11                                  | 13                                  | 8                                   | 3                                   | 0                                   | 0                                   | 0                                   | 1                                   | 5                                   | 8                                   | 10                                  | 70                                  |
| Umidade relativa compensada (%) | 63,9                                | 64,9                                | 64,4                                | 61,9                                | 58,2                                | 52,1                                | 48,8                                | 44,2                                | 43,9                                | 46,6                                | 56,5                                | 59,6                                | 55,4                                |
| Insolação (h) | 176,5                               | 154,1                               | 169,5                               | 210,8                               | 258,9                               | 273,9                               | 294,9                               | 301,4                               | 261,9                               | 235,6                               | 193                                 | 180,5                               | 2 711                               |
| Fonte: Instituto Nacional de Meteorologia (INMET) (normal climatológica de 1981-2010; recordes de temperatura: 01/01/1973-presente) |                                     |                                     |                                     |                                     |                                     |                                     |                                     |                                     |                                     |                                     |                                     |                                     |                                     |

## Demografia
Em 2022, a população do município foi contada pelo Instituto Brasileiro de Geografia e Estatística (IBGE) em 28 796 habitantes. Segundo o censo daquele ano, 14 329 habitantes eram homens e 14 467 habitantes mulheres. Ainda segundo o mesmo censo, 23 614 habitantes viviam na zona urbana e 5 182 na zona rural. Da população total de 2010, 6 642 habitantes (29,35%) tinham menos de 15 anos de idade, 14 794 habitantes (65,38%) tinham de 15 a 64 anos e 1 193 pessoas (5,27%) possuíam mais de 65 anos, sendo a esperança de vida ao nascer de 72,93 anos. Em 2022, a população era composta por 6 251 brancos (21,7%), 3 711 pretos (12,9%), 6 amarelos (0,02%), 18 577 pardos (64,5%) e 250 indígenas (0,9%).
O Índice de Desenvolvimento Humano Municipal (IDHM) de Bom Jesus é considerado médio pelo Programa das Nações Unidas para o Desenvolvimento (PNUD), sendo que seu valor é de 0,668 (o 5º maior do Piauí). Considerando-se apenas o índice de educação o valor é de 0,562, o valor do índice de longevidade é de 0,799 e o de renda é de 0,665. Em 2010, 31,29% da população estava abaixo da linha de pobreza e o coeficiente de Gini, que mede a desigualdade social, era de 0,62, sendo que 1,00 é o pior número e 0,00 é o melhor.
A cidade sedia a Diocese de Bom Jesus do Gurgueia, cuja sede é representada pela Catedral de Nossa Senhora das Mercês, que corresponde a um dos principais templos da Igreja Católica no município.

## Política
A administração municipal se dá pelos Poderes Executivo e Legislativo. O representante do Poder Executivo de Bom Jesus eleito nas eleições municipais em 2024 foi Nestor Elvas, do Movimento Democrático Brasileiro (MDB), que conquistou um total de 10 080 votos (61,81% dos votos válidos), tendo Alcindo Piauilino como vice-prefeito.
O Poder Legislativo, por sua vez, é constituído pela câmara, composta por 11 vereadores eleitos para mandatos de quatro anos (em observância ao disposto no artigo 29 da Constituição). Cabe à casa elaborar e votar leis fundamentais à administração e ao Executivo, especialmente o orçamento participativo (Lei de Diretrizes Orçamentárias).

## Infraestrutura

### Educação
O município contava, em 2023, com 8 158 matrículas nas instituições de ensino da cidade, sendo que 15 escolas ofereciam o ensino infantil, 22 ofereciam o ensino fundamental e 8 ofereciam o ensino médio. Dentre as 16 instituições que forneciam os anos iniciais do ensino fundamental, 12 pertenciam à rede pública municipal e 4 às redes particulares. Dentre as 16 instituições que forneciam os anos finais do ensino fundamental, 3 pertenciam à rede pública estadual, 9 à rede municipal e 4 eram escolas privadas.
| Educação de Bom Jesus em números (2023) | Educação de Bom Jesus em números (2023) | Educação de Bom Jesus em números (2023) | Educação de Bom Jesus em números (2023) |
| Nível                                   | Matrículas                              | Docentes                                | Escolas                                 |
| --------------------------------------- | --------------------------------------- | --------------------------------------- | --------------------------------------- |
| Ensino infantil                         | 1.832                                   | 113                                     | 15                                      |
| Ensino fundamental                      | 4.639                                   | 257                                     | 22                                      |
| Ensino médio                            | 1.687                                   | 120                                     | 8                                       |

### Habitação e serviços
Bom Jesus contava, em 2022, com 8 991 domicílios, dos quais 8 703 eram casas, 183 casas de vila ou em condomínio, 103 apartamentos e 2 eram habitações em casas de cômodos ou cortiço. O fornecimento de água e a coleta de esgoto da cidade são feitos pela Agespisa e, em 2017, havia 9 192 unidades consumidoras ativas e eram distribuídos em média 6 645 m³ de água tratada por dia. Segundo o IBGE, em 2022, 8 046 domicílios eram atendidos pela rede geral de abastecimento (89,5% do total) e 8 608 domicílios (95,7% do total) possuíam banheiros para uso exclusivo das residências.
O código de área (DDD) de Bom Jesus é 89 e o Código de Endereçamento Postal (CEP) vai de 64900-000 a 64904-999.